# 南斯拉夫社会主义自治制度
南斯拉夫社会主义自治制度（直译：「自治社会主义」）是南斯拉夫社会主义联邦共和国政府和南斯拉夫共产主义者联盟实行的一種工人自治制度，它从1950年6月开始实行 。同年，南斯拉夫開始实行党政分离，党委书记不兼行政职务。政权机关和政治组织裁减10万名职员。1950年和1954年，南斯拉夫撤掉中央和共和国的一些行政机构，联邦政府直接领导的108个企业也交给共和国管辖。1951年，南斯拉夫取消消费品价格管制，取消农产品统销。南斯拉夫社会主义自治制度一直持續至1990年。
南斯拉夫當局将該國公司的管理权移交给工人委員會，而且國家不干預工人委員會的事務，工人委员会由选举产生，任期為1年。工人可以管理企業和决定生产，企业的收支不纳入国家预算，企业自负盈亏，企业只向国家繳稅；工人收入多少取决于企业经营好坏；企业经理须公开招聘；企业干部改为民主选举和定期轮换制。
南斯拉夫當局实行社会主义自治制度的目的是開闢第三条道路，与美国和苏联的制度作出區別。